# 第6代総選挙 (大韓民国)
第6代総選挙（だい6だいそうせんきょ）は、大韓民国国会の議員を選出するため1963年11月26日に実施された総選挙である。なお韓国では「第○回」ではなく「第○代」と選挙回数を数える。また、名称も「総選挙」（총선거）ではなく、「総選」（총선）と呼ぶのが一般的である。

## 概要
1961年5月の5・16軍事クーデターで誕生した軍政（国家再建最高会議、以下最高会議）の民政移譲の方針に基づいて実施された選挙で、前月行われた大統領選挙に引き続いて実施された。12政党が候補者を擁立して争われた選挙の結果、軍政与党の民主共和党が全議席の6割以上を占めて圧勝する結果となった。軍政は大統領選挙と国会議員選挙で民政移譲のための体制を整えた後、最高会議を12月16日に解散、翌17日に初国会を召集し、第三共和国憲法を発効させた後、同日午後に朴正熙大統領は就任宣誓を行い、第三共和国体制が正式にスタートした。

## 基礎データ
- 大統領：朴正煕（民主共和党）。前月に行なわれた第五代大統領選挙で尹潽善（民政党）を僅差で破って当選
- 議席数：175名（前回より約4分の1減員された。）

地域区（小選挙区制）：131名
全国区（比例代表制）：44名
- 議員任期：4年
- 選挙制度：小選挙区比例代表並立制。本選挙で初めて導入。新たに設けられた全国区では、いわゆるプレミア議席を第1党に与えることで、安定した議会多数派を形成できるようにしている特徴がある[1]。

1. 地域区の候補者は政党の公認候補のみに限られ、無所属での立候補を禁止。
2. 全国区は拘束名簿式で、地域区との重複立候補は禁止。
3. 有権者は地域区の候補者にのみ投票（一票制・記号式）し、地域区は最多得票を獲得した候補が当選する。全国区は地域区の合計得票に応じてヘアー式で配分されるが、地域区で3議席以上を獲得したか、全国で5%以上の得票を得た政党にのみ配分。
4. 但し、全国区の議席の内、過半数の23議席は地域区で議席数第一党になった政党に配分されるが、3分の2（30議席）を超えることは出来ない。残りの議席は第2党が獲得した得票が第3党の2倍以上になった場合、全部が第2党に配分される。

- 選挙人数：13,344,149名[2]
- 立候補者数：847名（地域区）

## 選挙結果
- 投票日：1963年11月26日
- 投票率：72.1％

投票者数：9,622,183名
有効票数：9,298,830票

### 党派別議席数
| 政党名                    | 得票      | ％   | 地方区 | 全国区 | 合計 | ％   |
| ------------------------- | --------- | ---- | ------ | ------ | ---- | ---- |
| 民主共和党（민주공화당）  | 3,112,985 | 33.5 | 88     | 22     | 110  | 62.8 |
| 民政党（민정당）          | 1,870,976 | 20.1 | 27     | 14     | 41   | 23.4 |
| 民主党（민주당）          | 1,264,285 | 13.6 | 8      | 5      | 13   | 7.4  |
| 自由民主党（자유민주당）  | 752,026   | 8.0  | 6      | 3      | 9    | 5.1  |
| 国民の党（국민의 당）     | 822,000   | 8.8  | 2      | 0      | 2    | 1.3  |
| その他の政党（기타 정당） | 1,476,558 | 15.9 | 0      | 0      | 0    | 0.0  |
| 合計                      | 9,298,830 |      | 131    | 44     | 175  |      |

出典：別表1「政黨別當選狀況」・別表2「政黨別得票狀況」、中央選擧管理委員會『大韓民國選擧史』（1964年）457頁。なお議席を獲得出来なかった7政党（自由党・新民会・新興党・韓国独立党・保守党・正民会・秋風会）の得票については「その他の政党」として合算して掲載した。
注：民主党の得票数に関し、「歴代選挙情報システム」では1,252,827票となっており『選擧史』とは差違がある。
与党の民主共和党（共和党）は地域区で33.5％の得票しか得られなかったにもかかわらず、175議席中6割を優に超える110議席を獲得し、圧勝した。一方野党勢力は、前月に行われた大統領選挙に出馬して朴正熙と接戦を演じた尹潽善が率いる民政党（民主党旧派が主体となって結成）が野党第一党となったが、民主党も含めたそれ以外の野党は軒並みふるわなかった。共和党が圧勝した要因は、①野党に比べて多額の選挙資金を使えたこと、②野党の分裂、③野党各党が大部分の地域区で独自候補を擁立したことで野党票が分散した、ことなどが挙げられる。尚、李承晩政権時代の与党である自由党の政治家は大部分が共和党から立候補して当選している。

### 地域別選挙結果
| 市・道       | 合計 | 党派別 | 党派別 | 党派別 | 党派別 | 党派別 |
| 市・道       | 合計 | 共和   | 民政   | 民主   | 自民   | 国民   |
| 合計         | 131  | 88     | 27     | 8      | 6      | 2      |
| ------------ | ---- | ------ | ------ | ------ | ------ | ------ |
| ソウル特別市 | 14   | 2      | 7      | 4      | 1      |        |
| 釜山直轄市   | 7    | 6      | 1      |        |        |        |
| 京畿道       | 13   | 7      | 5      | 1      |        |        |
| 江原道       | 9    | 7      |        | 1      | 1      |        |
| 忠清北道     | 8    | 6      | 1      |        | 1      |        |
| 忠清南道     | 13   | 8      | 3      |        |        | 2      |
| 全羅北道     | 11   | 7      | 4      |        |        |        |
| 全羅南道     | 19   | 12     | 3      | 1      | 3      |        |
| 慶尚北道     | 20   | 19     | 1      |        |        |        |
| 慶尚南道     | 15   | 12     | 2      | 1      |        |        |
| 済州道       | 2    | 2      |        |        |        |        |

出典：図：地域別勢力分布 (PDF) （東亜日報1963年11月28日付3面）、6代國議員當選者一覧① (PDF) （東亜日報1963年11月28日付4面）、6代國議員當選者一覧② (PDF) （東亜日報1963年11月28日付5面）。제6대국회（第6代国会）、『대한민국국회 60년사』（大韓民国国会60年史）부록（付録）「Ⅱ. 역대 국회의원 명단（歴代国会議員名簿）」1033～1036頁。
- 略称について

民主共和党＝共和、民政党＝民政、民主党＝民主
自由民主党＝自民、国民の党＝国民
地域別で見た場合、共和党はソウル特別市を除く地域で軒並み野党を上回った。特に、東南部の嶺南地域では釜山直轄市7選挙区中6選挙区、慶尚北道で20選挙区中19選挙区、慶尚南道で15選挙区中12選挙区で共和党が勝利し、優位にたった。尚、ソウル市では民政党が7選挙区で勝利し、第1党となり、民主党や自民党も含めて野党勢力が与党を上回る「与小野大」となった。
女性当選者2人（地域区1人／全国区1人）
| 党派       | 議席数 | 地域区 | 全国区 |
| ---------- | ------ | ------ | ------ |
| 民主共和党 | 1      | 0      | 1      |
| 民主党     | 1      | 1      | 0      |
| 合計       | 2      | 1      | 1      |

出典：春木育美『現代韓国と女性』新幹社、158頁“表5-1「歴代女性国会議員数」”、166頁。

## 当選議員

### 小選挙区
民主共和党   民政党   民主党   自由民主党   国民の党 
| ソウル特別市 | 鐘路区                 | 銭鎮漢 | 中区                   | 鄭一亨 | 龍山区                   | 徐珉濠 |
| ソウル特別市 | 城東区甲               | 劉聖権 | 城東区乙               | 朴浚圭 | 東大門区甲               | 閔寛植 |
| ソウル特別市 | 東大門区乙             | 李栄俊 | 城北区甲               | 趙尹衡 | 城北区乙                 | 徐範錫 |
| ソウル特別市 | 西大門区甲             | 金在光 | 西大門区乙             | 尹済述 | 麻浦区                   | 朴順天 |
| ソウル特別市 | 永登浦区甲             | 韓通淑 | 永登浦区乙             | 朴漢相 |                          |        |
| 京畿道       | 仁川市甲               | 柳承源 | 仁川市乙               | 金殷夏 | 水原市                   | 李秉禧 |
| 京畿道       | 議政府市・楊州郡       | 姜昇求 | 広州郡・利川郡         | 申河均 | 抱川郡・加平郡・漣川郡   | 洪翼杓 |
| 京畿道       | 驪州郡・楊平郡         | 李白日 | 龍仁郡・安城郡         | 徐相潾 | 平沢郡                   | 柳致松 |
| 京畿道       | 華城郡                 | 権五錫 | 高陽郡・坡州郡         | 黄仁元 | 金浦郡・江華郡           | 李暾海 |
| 京畿道       | 始興郡・富川郡・甕津郡 | 玉朝南 |                        |        |                          |        |
| 江原道       | 春川市・春城郡         | 申玉澈 | 原州市・原城郡         | 朴永禄 | 江陵市・溟州郡           | 金三   |
| 江原道       | 洪川郡・麟蹄郡         | 李承春 | 寧越郡・旌善郡         | 厳廷柱 | 鉄原郡・華川郡・楊口郡   | 金在淳 |
| 江原道       | 束草市・襄陽郡・高城郡 | 金鍾浩 | 横城郡・平昌郡         | 黄虎鉉 | 三陟郡                   | 金振晩 |
| 忠清北道     | 清州市                 | 鄭泰成 | 清原郡                 | 申灌雨 | 忠州市・中原郡           | 李喜承 |
| 忠清北道     | 沃川郡・報恩郡         | 陸寅修 | 槐山郡                 | 安東濬 | 永同郡                   | 李東鎮 |
| 忠清北道     | 鎮川郡・陰城郡         | 李忠煥 | 堤川郡・丹陽郡         | 金鍾茂 |                          |        |
| 忠清南道     | 大田市                 | 陳馨夏 | 大徳郡・燕岐郡         | 金龍泰 | 公州郡                   | 朴璨   |
| 忠清南道     | 論山郡                 | 楊淳稙 | 扶余郡                 | 金鍾泌 | 舒川郡・保寧郡           | 金鍾甲 |
| 忠清南道     | 青陽郡・洪城郡         | 李相喆 | 礼山郡                 | 韓建洙 | 瑞山郡                   | 李相禧 |
| 忠清南道     | 唐津郡                 | 印泰植 | 牙山郡                 | 李寧鎮 | 天安市・天原郡           | 李相敦 |
| 忠清南道     | 錦山郡                 | 吉在号 |                        |        |                          |        |
| 全羅北道     | 全州市                 | 柳青   | 群山市・沃溝郡         | 高亨坤 | 裡里市・益山郡           | 金声喆 |
| 全羅北道     | 完州郡                 | 崔永斗 | 鎮安郡・長水郡・茂朱郡 | 全烋相 | 任実郡・淳昌郡           | 韓相駿 |
| 全羅北道     | 南原郡                 | 柳光鉉 | 井邑郡                 | 羅容均 | 高敞郡                   | 金相欽 |
| 全羅北道     | 扶安郡                 | 李炳玉 | 金堤郡                 | 張坰淳 |                          |        |
| 全羅南道     | 光州市甲               | 鄭成太 | 光州市乙               | 丁来正 | 木浦市                   | 金大中 |
| 全羅南道     | 麗水市・麗川郡         | 李于憲 | 順天市・昇州郡         | 趙擎韓 | 潭陽郡・長城郡           | 朴升圭 |
| 全羅南道     | 谷城郡・和順郡         | 梁会璲 | 求礼郡・光陽郡         | 金善周 | 高興郡                   | 申泂植 |
| 全羅南道     | 宝城郡                 | 李晶来 | 長興郡                 | 吉典植 | 霊岩郡・康津郡           | 金俊淵 |
| 全羅南道     | 莞島郡                 | 崔瑞日 | 海南郡                 | 閔泳南 | 務安郡                   | 裵吉道 |
| 全羅南道     | 羅州郡                 | 丁明燮 | 光山郡                 | 朴鍾泰 | 霊光郡・咸平郡           | 鄭憲祚 |
| 全羅南道     | 珍島郡                 | 李南俊 |                        |        |                          |        |
| 慶尚北道     | 大邱市中区             | 宋寛洙 | 大邱市東区             | 李源万 | 大邱市南区               | 李孝祥 |
| 慶尚北道     | 大邱市北区・西区       | 金鍾煥 | 浦項市・迎日郡・鬱陵郡 | 金長渉 | 金泉市・金陵郡           | 白南檍 |
| 慶尚北道     | 慶州市・月城郡         | 李相武 | 達城郡・高霊郡         | 金成坤 | 軍威郡・善山郡           | 金鳳煥 |
| 慶尚北道     | 義城郡                 | 呉相稙 | 安東市・安東郡         | 権五勲 | 青松郡・盈徳郡           | 金重漢 |
| 慶尚北道     | 英陽郡・蔚珍郡         | 陳基培 | 永川郡                 | 李活   | 慶山郡・清道郡           | 金濬泰 |
| 慶尚北道     | 星州郡・漆谷郡         | 宋漢喆 | 尚州郡                 | 金正根 | 聞慶郡                   | 李東寧 |
| 慶尚北道     | 醴泉郡                 | 鄭鎮東 | 栄州郡・奉化郡         | 金昌槿 |                          |        |
| 釜山直轄市   | 中区                   | 趙始衡 | 影島区                 | 芮春浩 | 西区                     | 金泳三 |
| 釜山直轄市   | 東区                   | 李鍾諄 | 釜山鎮区甲             | 金任植 | 釜山鎮区乙               | 崔斗高 |
| 釜山直轄市   | 東萊区                 | 梁克弼 |                        |        |                          |        |
| 慶尚南道     | 馬山市                 | 姜善圭 | 晋州市・晋陽郡         | 具泰会 | 忠武市・統営郡・固城郡   | 崔奭林 |
| 慶尚南道     | 巨済郡                 | 金周仁 | 鎮海市・昌原郡         | 崔守龍 | 三千浦市・泗川郡・河東郡 | 金容珣 |
| 慶尚南道     | 咸安郡・宜寧郡         | 方性出 | 昌寧郡                 | 辛泳柱 | 山清郡・陜川郡           | 卞鍾捧 |
| 慶尚南道     | 密陽郡                 | 李在晩 | 梁山郡・東萊郡         | 盧載弼 | 蔚山市・蔚州郡           | 崔泳謹 |
| 慶尚南道     | 金海郡                 | 金沢寿 | 南海郡                 | 崔致煥 | 咸陽郡・居昌郡           | 閔丙権 |
| 済州道       | 済州市・北済州郡       | 任炳洙 | 南済州郡               | 玄梧鳳 |                          |        |

#### 補欠選挙
| 年   | 日付 | 選挙区           | 当選者 | 当選政党   | 欠員   | 欠員政党   | 欠員事由                   |
| ---- | ---- | ---------------- | ------ | ---------- | ------ | ---------- | -------------------------- |
| 1965 | 9.13 | 全羅北道扶安郡   | 李炳玉 | 民主共和党 | 李炳玉 | 民主共和党 | 選挙無効判決               |
| 1965 | 11.9 | ソウル中区       | 申仁雨 | 民衆党     | 鄭一亨 | 民衆党     | 日韓基本条約反対により辞職 |
| 1965 | 11.9 | ソウル西大門区甲 | 金相賢 | 民衆党     | 金在光 | 民衆党     | 日韓基本条約反対により辞職 |
| 1965 | 11.9 | ソウル西大門区乙 | 洪英基 | 民衆党     | 尹済述 | 民衆党     | 日韓基本条約反対により辞職 |
| 1965 | 11.9 | ソウル龍山区     | 金斗漢 | 韓国独立党 | 徐珉濠 | 民衆党     | 日韓基本条約反対により辞職 |
| 1965 | 11.9 | 全羅南道光州市甲 | 劉守鉉 | 政民会     | 鄭成太 | 民衆党     | 日韓基本条約反対により辞職 |

### 全国区
| 民主共和党 | 鄭求瑛 | 金晟鎮 | 李鍾極 | 閔丙琪 | 金東煥 | 申允昌 | 呉致成 | 朴賢淑 | 姜尚郁 | 曺昌大 |
| 民主共和党 | 李鍾根 | 呉学鎮 | 金遇敬 | 金柄淳 | 徐仁錫 | 李万燮 | 趙南哲 | 韓泰淵 | 崔貞基 | 車智澈 |
| 民主共和党 | 朴奎祥 | 金好七 |        |        |        |        |        |        |        |        |
| 民政党     | 尹潽善 | 鄭海永 | 柳珍山 | 高興門 | 金翼基 | 姜文奉 | 金炯一 | 鄭雲近 | 朴三俊 | 咸徳用 |
| 民政党     | 方一弘 | 柳鴻   | 柳津   | 李重載 |        |        |        |        |        |        |
| 民主党     | 曺在千 | 金星鏞 | 柳昌烈 | 張致勲 | 崔熙松 |        |        |        |        |        |
| 自由民主党 | 金度演 | 蘇宣奎 | 孫昌奎 |        |        |        |        |        |        |        |

#### 繰上当選
| 年   | 日付  | 当選者 | 名簿政党名 | 欠員   | 欠員事由                   |
| ---- | ----- | ------ | ---------- | ------ | -------------------------- |
| 1965 | 8.13  | 林次周 | 民政党     | 尹潽善 | 日韓基本条約反対により辞職 |
| 1965 | 8.13  | 金載瑋 | 自由民主党 | 金度演 | 日韓基本条約反対により辞職 |
| 1965 | 9.3   | 李愚兌 | 民政党     | 鄭海永 | 日韓基本条約反対により辞職 |
| 1965 | 10.12 | 桂珖淳 | 民主党     | 曺在千 | 辞職                       |
| 1966 | 11.4  | 韓根祖 | 民主党     | 金星鏞 | 辞職                       |
| 1966 | 12.30 | 李泰鎔 | 民主党     | 韓根祖 | 辞職                       |
| 1967 | 5.13  | 朴重漢 | 民政党     | 柳津   | 新民党離党により議員職喪失 |
| 1967 | 5.13  | 李源弘 | 自由民主党 | 金載瑋 | 新民党離党により議員職喪失 |
| 1967 | 5.13  | 禹甲麟 | 民政党     | 林次周 | 新民党離党により議員職喪失 |